# Sarah Wright
Sarah Wright (Louisville, 28 de setembro de 1983) é uma atriz e modelo norte-americana. Foi descoberta por uma agência de modelos quando tinha 15 anos de idade e enviada para trabalhar no Japão e na Grécia. Voltou aos Estados Unidos no final da década de 1990 e estabeleceu-se em Chicago, quando passou a trabalhar como atriz.

## Filmografia
- A Casa das Coelhinhas (2008)[1]
- Made of Honor (2008)[1]
- 21 & Over (2013)[1]
- American Made (2017)[1]